# Big Audio Dynamite
Big Audio Dynamite (también conocida como BAD y con el tiempo renombrada Big Audio Dynamite II y, luego, Big Audio) es una banda británica formada en 1984 por Mick Jones, ex guitarrista, vocalista y compositor de la banda de punk rock The Clash. El grupo se caracterizó por combinar muchos estilos musicales distintos como el punk, el dance, el hip hop, el reggae y el funk. BAD cambió su alineación en reiteradas oportunidades pero Jones se mantuvo siempre como cantante y líder creativo.

## Historia

### Big Audio Dynamite (1984-1990)
La banda fue formada en 1984 como un quinteto liderado por Mick Jones, recientemente expulsado de The Clash, y el director cinematográfico Don Letts, que ya había colaborado con varios videos de The Clash y, con el tiempo, fue el responsable de filmar el documental de la banda Westway to the World. El primer álbum que emitieron fue This Is Big Audio Dynamite en 1985 logrando un relativo éxito comercial principalmente gracias a la popularidad del tema "E=MC²".
Su segundo disco, No. 10, Upping St., reunió a Jones junto a su excompañero en The Clash Joe Strummer en la composición de muchos de los temas y en la producción. Luego de su segundo álbum, BAD realizó una gira con U2 en 1987 y emitió Tighten Up, Vol. '88 (1988), cuya portada fue ilustrada por el ex Clash Paul Simonon, y Megatop Phoenix (1989).
Miembros
- Mick Jones - guitarra y voz
- Don Letts - efectos de sonido y voz
- Dan Donovan - teclado
- Leo Williams - bajo
- Greg Roberts - batería y coros

### Big Audio Dynamite II (1991-1993)

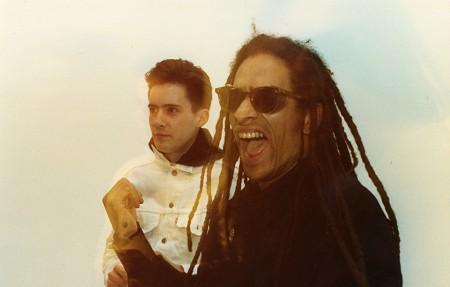
Dan Donovan y Don Letts, miembros de BAD durante sus primeros años.

Para el álbum The Globe de 1991 Jones cambió la alineación por completo y agregó un segundo guitarrista, Nick Hawkins, para darle al grupo un estilo más cercano al rock alternativo. En The Globe fue incluido el sencillo comercialmente más exitoso del grupo, "Rush", que llegó al #1 en el Modern Rock Tracks chart.
Miembros
- Mick Jones - guitarra y voz
- Nick Hawkins - guitarra y coros
- Gary Stonadge - bajo y coros
- Chris Kavanagh - batería y coros

### Big Audio (1994)
En 1994 se unieron al grupo Andre Shapps en teclado y DJ Zonka como DJ, percusionista y corista. El álbum Higher Power, lanzado bajo la denominación Big Audio, no tuvo mucho éxito como tampoco lo tuvo F-Punk, de 1995, lanzado nuevamente bajo el nombre Big Audio Dynamite.
Miembros
- Mick Jones - guitarra y voz
- Nick Hawkins - guitarra y coros
- Gary Stonadge - bajo y coros
- Chris Kavanagh - batería y coros
- Andre Shapps - teclado
- DJ Zonka - DJ, percusión y coros

### Big Audio Dynamite (1995-1998)
Después de cambiar nuevamente la formación, BAD grabó el álbum Entering a New Ride que nunca fue emitido oficialmente. En 1998 Big Audio Dynamite inauguró una nueva web oficial para poder hacer llegar los temas de su malogrado disco a los fanáticos. Desde entonces la banda no volvió a tocar ni a grabar.
En 2003, Mick Jones formó con Tony James (exmiembro de Generation X y Sigue Sigue Sputnik) la banda Carbon/Silicon.
Miembros
- Mick Jones - guitarra y voz
- Andre Shapps - teclado
- Darryl Fulstow - bajo (1996 - 1998)
- Bob Wond - batería (1996 - 1998)
- Ranking Roger - voz (1996 - 1998)

## Discografía
- This Is Big Audio Dynamite (1985)
- Nr. 10, Upping St. (1986)
- Tighten Up, Vol. 88 (1988)
- Megatop Phoenix (1989)
- Kool-Aid (1990)
- The Globe (1991)
- Ally Pally Paradiso (en vivo) (1991)
- The Lost Treasures of Big Audio Dynamite I & II (recopilatorio) (1993)
- Higher Power (1994)
- Planet B.A.D. (recopilatorio) (1995)
- F-Punk (1995)
- Entering A New Ride (lanzado en internet) (1997)
- Super Hits (recopilatorio) (1995)